# Зелинская, Вера Евгеньевна
Вера Евгеньевна Зелинская (26 августа 1944, Новосибирск, СССР, РСФСР — 6 июня 2021, Санкт-Петербург) — советский и российский художник-постановщик, художник по костюмам, дизайнер. Заслуженный художник Российской Федерации (2019). Лауреат Государственной премии Российской Федерации (2001).

## Биография
Вера Зелинская родилась в г. Новосибирске. 26 августа 1944 год.
В 1971 году окончила Ленинградское высшее художественно-промышленное училище имени Веры Мухиной.
Работала художником-декоратором на киностудии «Ленфильм», художником-постановщиком и художником по костюмам на Ленинградском телевидении, с 1984 года — художник-постановщик киностудии «Ленфильм». Также работала дизайнером по интерьеру.
Член Союза кинематографистов Российской Федерации.
Член Санкт-Петербургского Союза художников.

## Фильмография

#### Художник-постановщик
- 1980 — «Лесная сказка», телефильм-балет (совместно с Ларисой Лукониной), режиссёр Олег Рябоконь
- 1981 — «Эзоп», телефильм (совместно с Ларисой Лукониной), режиссёр Олег Рябоконь
- 1987 — «Необыкновенные приключения Карика и Вали», телефильм, режиссёр Валерий Родченко
- 1993 — «Окно в Париж», режиссёр Юрий Мамин при участии Аркадия Тигая (Россия/Франция)
- 1993 — «Тихие страницы», режиссёр Александр Сокуров (Россия/Германия)
- 1994 — «Цинковые мальчики», короткометражный телефильм, режиссёр Пол Тикелл (Великобритания)
- 1995 — «Время печали ещё не пришло», режиссёр Сергей Сельянов
- 1996 — «Восточная элегия», документальный фильм, режиссёр Александр Сокуров (Россия/Япония)
- 1996 — «Операция „С Новым годом!“», режиссёр Александр Рогожкин
- 1997 — «Мать и сын» (совместно с Э. Риттербуш), режиссёр Александр Сокуров (Россия/Германия)
- 1998 — «Про уродов и людей», режиссёр Алексей Балабанов
- 1999 — «Барак» (совместно с Виктором Ивановым), режиссёр Валерий Огородников (Россия/Германия)
- 2000 — «Дневник его жены» (совместно с Николаем Самоновым), режиссёр Алексей Учитель (Россия/Болгария)
- 2000 — «Пираты Эдельвейса», режиссёр Нико фон Глазов (Германия/Люксембург/Нидерланды/Швейцария)
- 2001 — «Дикарка», режиссёр Юрий Павлов
- 2002 — «Игра в модерн», режиссёры Максим Коростышевский и Игорь Ефимов
- 2004 — «Изгнанник» (совместно с Ириной Сапожниковой), режиссёр Николай Лебедев (США/Россия/Германия)
- 2005 — «Космос как предчувствие», режиссёр Алексей Учитель
- 2007 — «Оля + Коля», режиссёр Юлия Панкосьянова
- 2008 — «Атака клонов 2», телесериал (фильм 1 «Шерше ля фам», фильм 2 «Двое из ларца»), режиссёр Юлия Панкосьянова
- 2009 — «Анна Каренина» (совместно с Сергеем Ивановым и Александром Борисовым), режиссёр Сергей Соловьёв
- 2010 — «Край», режиссёр Алексей Учитель
- 2011 — «Часы любви» (совместно с Владимиром Дятленко и Риммой Ли), режиссёры Александр Ламакин и Павел Мальков
- 2017 — «Матильда» (совместно с Еленой Жуковой), режиссёр Алексей Учитель

#### Художник-декоратор
1. 1985 — Встретимся в метро (Режиссёр-постановщик: Виктор Соколов)

#### Художник по костюмам
1. 1986 — Чужая Белая и Рябой (Режиссёр-постановщик: Сергей Соловьёв)

## Признание и награды
- 1997 — Конкурс профессиональных премий киностудии «Ленфильм» и Ленинградского отделения СК «Медный всадник» — Премия имени Е. Е. Енея за лучшую работу художника-постановщика (фильм «Мать и сын»)
- 1998 — Премия «Золотой овен» за лучшую работу художника-постановщика (фильм «Про уродов и людей»)
- 2000 — Государственная премия России (фильм «Барак»)
- 2001 — МКФ в Милане — Приз лучшему художнику-постановщику (фильм «Дневник его жены»)
- 2019 — Заслуженный художник Российской Федерации (13 июня 2019 года) — за большой вклад в развитие отечественной культуры и искусства, многолетнюю плодотворную деятельность[1].
- Нагрудный знак «Почётный кинематографист России»
- Премия «Ника» за лучшую работу художника (фильм «Матильда») — 2018
  - номинации на премию «Ника»:
  - 1999 — «Про уродов и людей»
  - 2000 — «Барак»
  - 2001 — «Дневник его жены»
  - 2011 — «Край»
- Номинация на премию «Золотой орёл» за лучшую работу художника-постановщика:
  - 2006 — «Космос как предчувствие»